# Jean-Guillaume Béatrix
Jean-Guillaume Béatrix (Saint-Priest, 24 marzo 1988) è un ex biatleta francese.

## Biografia

### Stagioni 2006-2013
Jean-Guillaume Béatrix, originario di Autrans e attivo dalla stagione 2005-2006, ai Mondiali juniores di Ruhpolding 2008 ha vinto la medaglia d'oro nell'individuale; in Coppa del Mondo ha esordito il 13 marzo dello stesso anno a Oslo Holmenkollen in sprint (77º), ha ottenuto il primo podio il 21 dicembre successivo a Hochfilzen in staffetta (3º) e la prima vittoria il 22 gennaio 2012 ad Anterselva nella medesima specialità.
Ai Mondiali di Ruhpolding 2012, suo esordio iridato, ha vinto la medaglia d'argento nella staffetta e si è classificato 47º nella sprint e 46º nell'inseguimento; anche l'anno dopo, nella rassegna iridata di Nové Město na Moravě 2013, ha conquistato la medaglia d'argento nella staffetta, piazzandosi inoltre 13º nell'individuale, 19º nella sprint, 25º nell'inseguimento e 7º nella partenza in linea.

### Stagioni 2014-2018
Ai XXII Giochi olimpici invernali di Soči 2014, sua unica partecipazione olimpica, ha vinto la medaglia di bronzo nell'inseguimento ed è stato 6º nell'individuale, 14º nella sprint, 17º nella partenza in linea, 7º nella staffetta e 5º nella staffetta mista. Ai Mondiali di Kontiolahti 2015 ha conquistato la medaglia d'argento nella staffetta mista, quella di bronzo nella staffetta e si è classificato 57º nell'individuale, 39º nella sprint e 41º nell'inseguimento; il 20 dicembre 2015 ha ottenuto a Pokljuka in partenza in linea la sua unica vittoria individuale in Coppa del Mondo e ai successivi Mondiali di Oslo 2016 si è piazzato 30º nell'individuale.
Ai Mondiali di Hochfilzen 2017, sua ultima presenza iridata, ha conquistato la medaglia d'argento nella staffetta ed è stato 22º nell'individuale, 27º nella sprint, 13º nell'inseguimento e 18º nella partenza in linea. In Coppa del Mondo ha ottenuto l'ultima vittoria il 5 marzo 2017 a Pyeongchang Alpensia in staffetta, l'ultimo podio il 10 dicembre 2017 a Hochfilzen nella medesima specialità (3º) e ha preso per l'ultima volta il via il 5 gennaio 2018 a Oberhof in sprint (68º); si è ritirato al termine di quella stessa stagione 2017-2018 e l'ultima gara internazionale della sua carriera è stata l'inseguimento di IBU Cup disputata il 17 marzo a Chanty-Mansijsk, chiusa da Béatrix al 17º posto.

## Palmarès

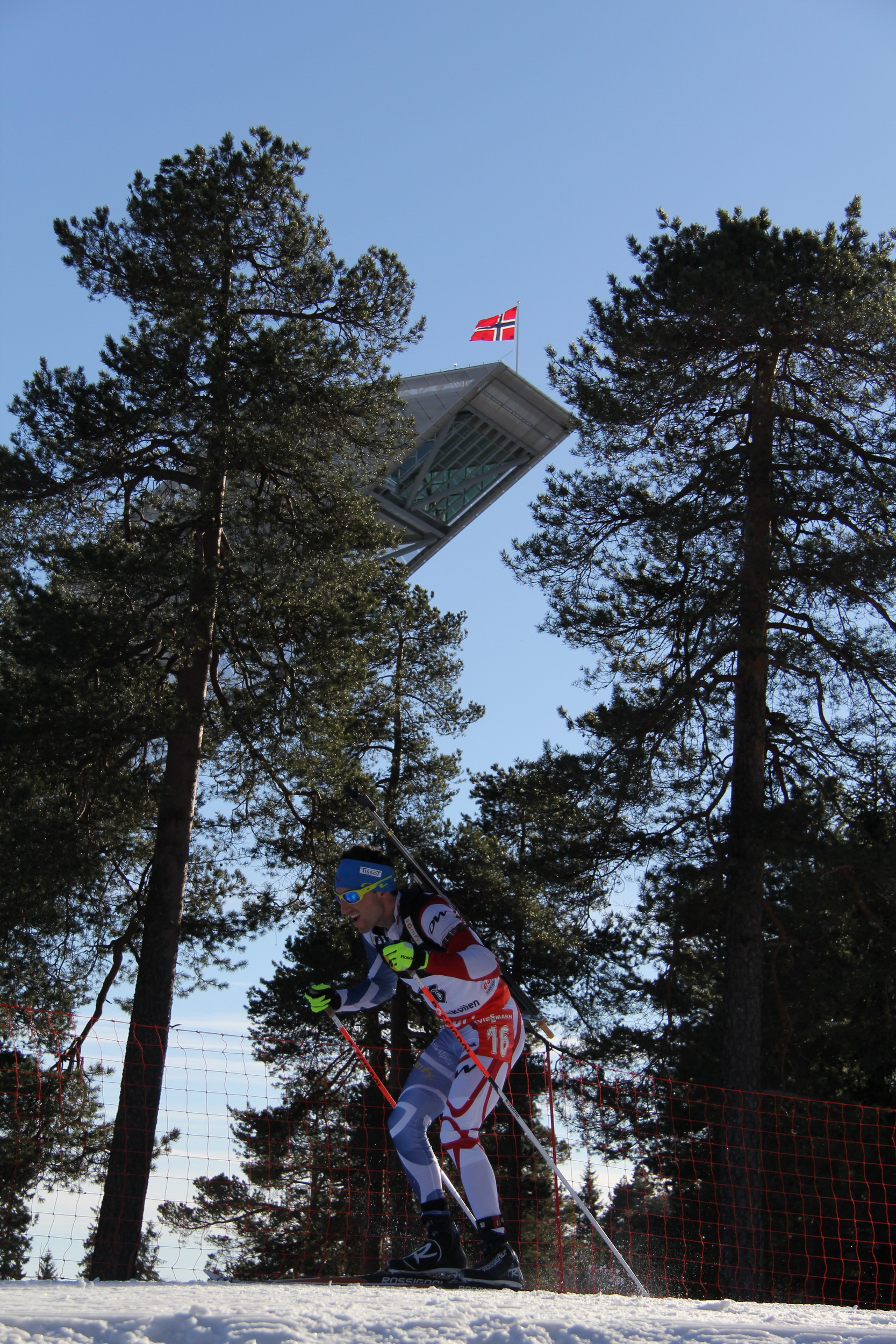
Jean-Guillaume Béatrix in gara a Oslo Holmenkollen nel 2013

### Olimpiadi
- 1 medaglia:
  - 1 bronzo (inseguimento a Soči 2014)

### Mondiali
- 5 medaglie:
  - 4 argenti (staffetta[1] a Ruhpolding 2012; staffetta[1] a Nové Město na Moravě 2013; staffetta mista[1] a Kontiolahti 2015; staffetta[1] a Hochfilzen 2017)
  - 1 bronzo (staffetta[1] a Kontiolahti 2015)

### Mondiali juniores
- 1 medaglia:
  - 1 oro (individuale a Ruhpolding 2008)

### Coppa del Mondo
- Miglior piazzamento in classifica generale: 13º nel 2013 e nel 2014
- 18 podi (3 individuali, 15 a squadre), oltre a quelli conquistati in sede iridata e validi anche ai fini della Coppa del Mondo:
  - 8 vittorie (1 individuale, 7 a squadre)
  - 4 secondi posti (1 individuale, 3 a squadre)
  - 6 terzi posti (1 individuale, 5 a squadre)

#### Coppa del Mondo - vittorie
| Data             | Località             | Nazione       | Specialità                                                         |
| ---------------- | -------------------- | ------------- | ------------------------------------------------------------------ |
| 22 gennaio 2012  | Anterselva           | Italia        | RL (con Simon Fourcade, Alexis Bœuf e Martin Fourcade)             |
| 10 febbraio 2012 | Kontiolahti          | Finlandia     | MX (con Sophie Boilley, Anaïs Bescond e Vincent Jay)               |
| 10 gennaio 2013  | Ruhpolding           | Germania      | RL (con Simon Fourcade, Alexis Bœuf e Martin Fourcade)             |
| 20 gennaio 2013  | Anterselva           | Italia        | RL (con Simon Fourcade, Alexis Bœuf e Martin Fourcade)             |
| 19 gennaio 2014  | Anterselva           | Italia        | RL (con Simon Fourcade, Alexis Bœuf e Martin Fourcade)             |
| 20 dicembre 2015 | Pokljuka             | Slovenia      | MS                                                                 |
| 11 dicembre 2016 | Pokljuka             | Slovenia      | RL (con Quentin Fillon Maillet, Simon Desthieux e Martin Fourcade) |
| 5 marzo 2017     | Pyeongchang Alpensia | Corea del Sud | RL (con Simon Fourcade, Simon Desthieux e Martin Fourcade)         |

Legenda:

RL = staffetta

MS = partenza in linea

MX = staffetta mista